# Wonderfool World
Wonderfool World är det tredje studioalbumet till det spanska progressiva death metal-bandet Soulitude (ett soloprojekt av musikern Ignacio "Jevo" Garamendi från bland annat bandet Valhalla). Det självutgivna albumet släpptes 2010.

## Låtlista
1. "Intro the Void" (instrumental) – 1:06
2. "Price of War" – 4:24
3. "The Man Behind the Wall" – 3:55
4. "Back to Life" – 3:26
5. "In Solitude" – 5:25
6. "Lost in the Ice" – 7:17
7. "The Savior" – 4:00
8. "Coming Home" (instrumental) – 4:24
9. "Retarded Nation" – 4:11
10. "Gernika 1937" (instrumental) – 9:55
11. "Ashes to Ashes" (David Bowie-cover) – 4:26

## Medverkande
Musiker (Soulitude-medlemmar)
- Jevo (Ignacio Garamendi) – gitarr, basgitarr, sång, programmering

Bidragande musiker
- Lorenzo Mutiozabal, Alain Concepción, Gotzon Castro – sång

Produktion
- Jevo – producent, ljudtekniker, ljudmix, mastering
- Xabier Amezaga – omslagskonst